# وسوسه‌های مبارزه
وسوسه‌های مبارزه (انگلیسی: The Fighting Temptations) یک فیلم سینمایی کمدی موزیکال آمریکایی محصول سال ۲۰۰۳ به کارگردانی جاناتان لین که توسط الیزابت هانتر و سالادین کی پاترسون نوشته شده و توسط کمپانی پارامونت پیکچرز توزیع شده است. نقش اصلی فیلم حول محور دارین هیل (کوبا گودینگ جونیور) که به زادگاه خود مونت کارلو جورجیا سفر می‌کند در حالی که تلاش می‌کند تا یک کر کلیسا را احیا کند با کمک یک خواننده زیبا و سرگرم کننده ، لیلی (با بازی بیانسه). 

## داستان
یک مدیر تبلیغاتی اهل نیویورک به شهری کوچک در غرب کشور سفر می‌کند تا ارثیه‌ای را به دست بیاورد اما متوجه می‌شود باید یک گروه کر را تشکیل داده و آنها را به موفقیت برساند تا بتواند به ارثیه دست پیدا کند... 